# Doreen Seidel
Doreen Seidel (Chemnitz, 19 de septiembre de 1985) es una modelo y piloto de carreras alemana. Fue la Playmate del año de Alemania en 2008 y apareció en varias ediciones internacionales de Playboy.

## Primeros años
Doreen Seidel nació en Chemnitz en septiembre de 1985, en la entonces República Democrática Alemana. Tras graduarse en el instituto, estudió Administración de Empresas en Wiesbaden, antes de decidir trasladarse a Fráncfort y estudiar marketing. Al crecer cerca del circuito de Sachsenring, Seidel se interesó por las carreras de motos desde muy joven. A los 18 años compró su primera moto, una Yamaha YZF-R6.

## Carrera como modelo
Seidel obtuvo el reconocimiento nacional como modelo cuando apareció como Playmate del mes de mayo en la edición alemana de Playboy en 2008. Ese mismo año, fue elegida Playmate del Año en Alemania.
Apareció en la portada de la edición de enero de 2009 con las otras once Playmates de 2008, así como en un reportaje fotográfico. Ese mismo año, apareció en la portada del número de julio de 2009 junto a Leonor Pérez y Magdalena Sierka, las tres en un reportaje fotográfico de 14 páginas.
Seidel apareció junto a Janine Habeck, Giuliana Marino, Sandra Latko y Daniela Wolf en la edición de abril de 2011 de Playboy que celebraba el 85.º cumpleaños de Hugh Hefner.
Además de la edición alemana de Playboy, Seidel también fue Playmate en otras ediciones internacionales, como México, España, Rusia, Polonia, Grecia, Argentina, Rumanía y Hungría. Apareció en la portada de la edición búlgara de la revista.
Seidel fue la chica de la parrilla en el Deutsche Tourenwagen Masters para un equipo patrocinado por Playboy, una experiencia que la ayudó a inspirarse para entrar en las carreras profesionales como piloto, y más tarde corrió en una serie de apoyo para el DTM. En 2019, hizo un reportaje para Playboy sobre el Burning Man en 2019.
Seidel ejerció de modelo para una campaña antipieles del Día de San Valentín de PETA con el lema "Love is in - fur is out" (El amor está de moda, las pieles están fuera). También apareció como modelo para una serie publicitaria del portal tecnológico CHIP Online, y rodó un anuncio para una empresa de prótesis dentales con Mario Teusch.

## Carrera deportiva

### 2011-2014 (ADAC, Scirocco R-Cup)
Doreen Seidel debutó en las carreras en la Copa ADAC Cruze de 2011. También compitió en la Copa ADAC Chevrolet de 2012, consiguiendo tres podios y terminando la copa en el cuarto puesto de la clasificación general.
En 2013 participó en el Mini Trophy como parte del ADAC GT Masters. En mayo de 2014, compitió en la Volkswagen Scirocco R-Cup como parte del programa de apoyo al Deutsche Tourenwagen Masters.

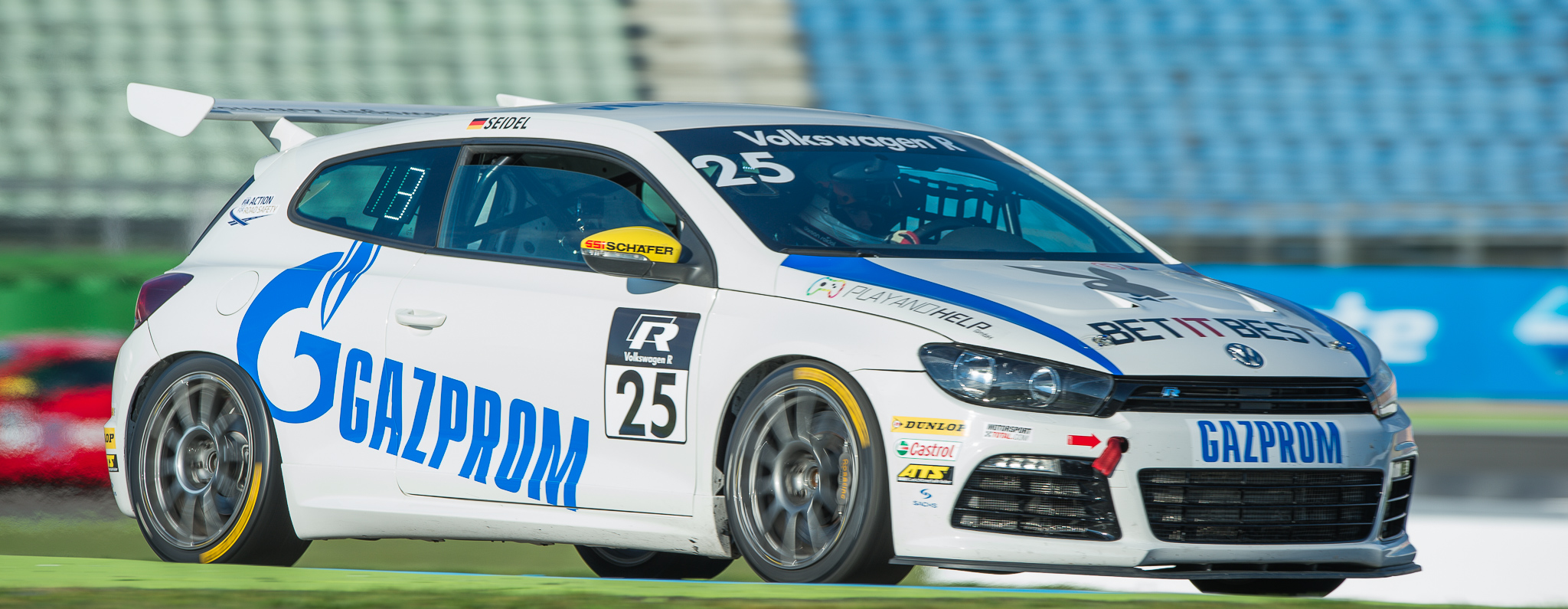
Doreen Seidel en la Scirocco R-Cup de 2014.

### 2015-2018 (Copa Audi Sport TT, Serie Europea GT4)
Desde 2015, Seidel también ha estado activa como instructora de automovilismo para marcas como Mercedes-Benz, Audi, Porsche y Ferrari. Seidel completó la Audi Sport TT Cup de 2015, en la que subió al podio en cinco ocasiones y terminó tercera en la clasificación general de invitados.
Participó en la Reiter's Young Stars Cup en 2016, y terminó 5.ª en la clasificación general femenina. Posteriormente compitió en las GT4 European Series de 2016, y terminó en la 28.ª posición. También compitió en el Campeonato Británico de GT de 2016.
En 2017, compitió en las 24H Series, y regresó a un coche de la Copa ADAC Chevrolet para completar el Boerdesprint.

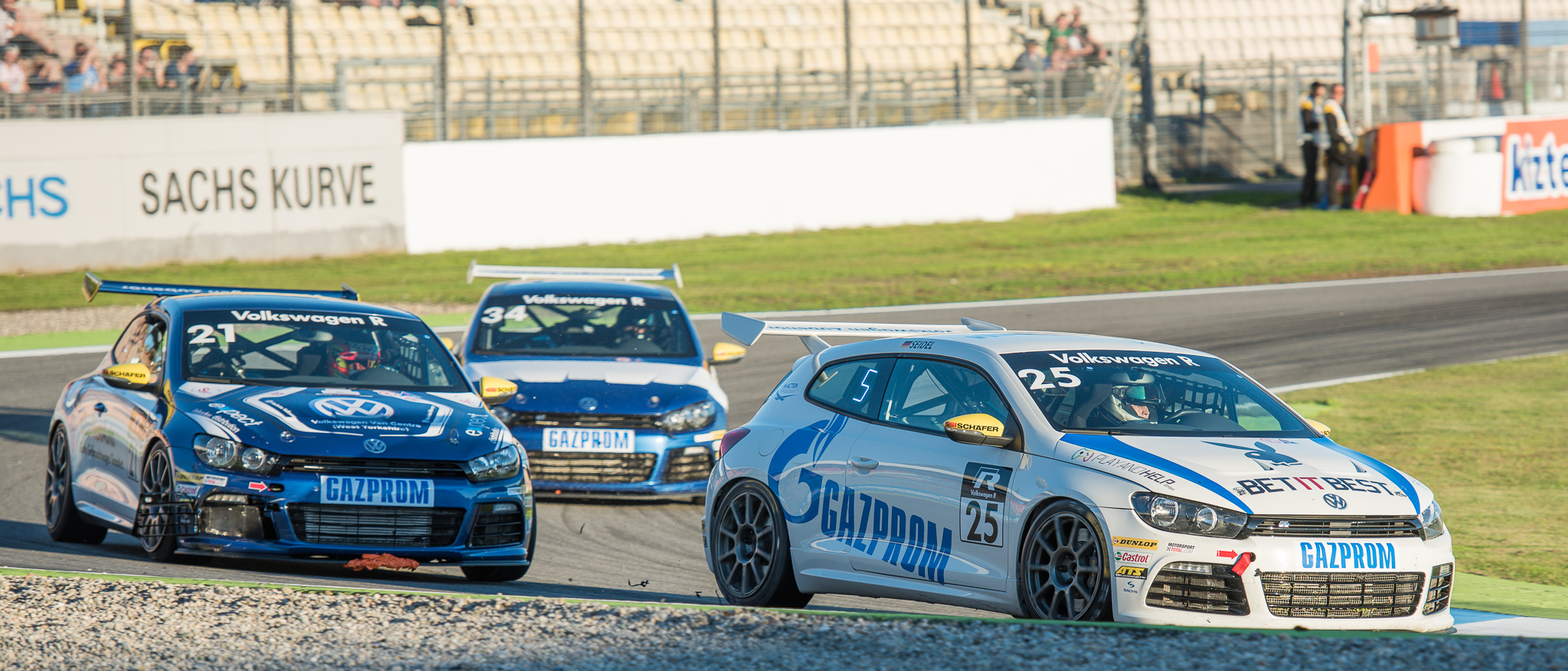
Doreen Seidel en el Scirocco R-Cup de 2014 en el Hockenheimring.

### 2018-presente (serie EXR, serie W)
En la actualidad, Seidel es piloto e instructora de carreras para el equipo de carreras Exotics. Condujo en la serie EXR Racing de 2018, y en 2019, Seidel se convirtió en la primera mujer en ganar en la serie EXR en Las Vegas Motor Speedway.
Ese mismo año, participó en la selección de las W Series en su temporada inaugural.

## Vida personal
Seidel apareció en el DVD especial The 12 Playmates: 2008 que se publicó con el número de julio de 2009 de Playboy. Posteriormente apareció en "Top 5: Germany's Hottest Playmates of All Time" que se distribuyó con el número de abril de 2011.
Desde entonces ha aparecido en varias series de televisión. Fue concursante del reality show alemán TV total Turmsprung en 2008, y en 2009 fue concursante de la edición alemana de Solitary que se emitió en ProSieben. Fue probadora de coches deportivos para Grip (Fernsehmagazin), y apareció como experta en el programa Dream Cars y en Nitro Autoquartett.